# Gomotartsi
Gomotartsi (Bulgaars: Гомотарци) is een dorp in het noordoosten van Bulgarije. Het dorp is gelegen in de gemeente Vidin, oblast Vidin. Het dorp ligt 11 km ten noorden van Vidin en 157 kilometer ten noordwesten van Sofia.

## Bevolking
Op 31 december 2020 telde het dorp Gomotartsi 490 inwoners, een kwart van het oorspronkelijke aantal van 2.030 personen in 1946.
| Bevolkingsontwikkeling tussen 1934 en 2020          |
| --------------------------------------------------- |
|                                                     |
| Bron: Nationaal Statistisch Instituut van Bulgarije |

In het dorp wonen voornamelijk etnische Bulgaren. In de optionele volkstelling van 2011 identificeerden 677 van de 698 respondenten zichzelf als etnische Bulgaren, oftewel 97%.
| Etnische samenstelling van de respondenten (2011) | Etnische samenstelling van de respondenten (2011) | Etnische samenstelling van de respondenten (2011) | Etnische samenstelling van de respondenten (2011) | Etnische samenstelling van de respondenten (2011) |
| ------------------------------------------------- | ------------------------------------------------- | ------------------------------------------------- | ------------------------------------------------- | ------------------------------------------------- |
|                                                   |                                                   |                                                   |                                                   |                                                   |
| Bulgaren                                          | Bulgaren                                          |                                                   | 97,0%                                             | 97,0%                                             |
| Turken                                            | Turken                                            |                                                   | 0,0%                                              | 0,0%                                              |
| Roma                                              | Roma                                              |                                                   | 0,0%                                              | 0,0%                                              |
| Anders/Onbekend                                   | Anders/Onbekend                                   |                                                   | 3,0%                                              | 3,0%                                              |